# Bayou Sara

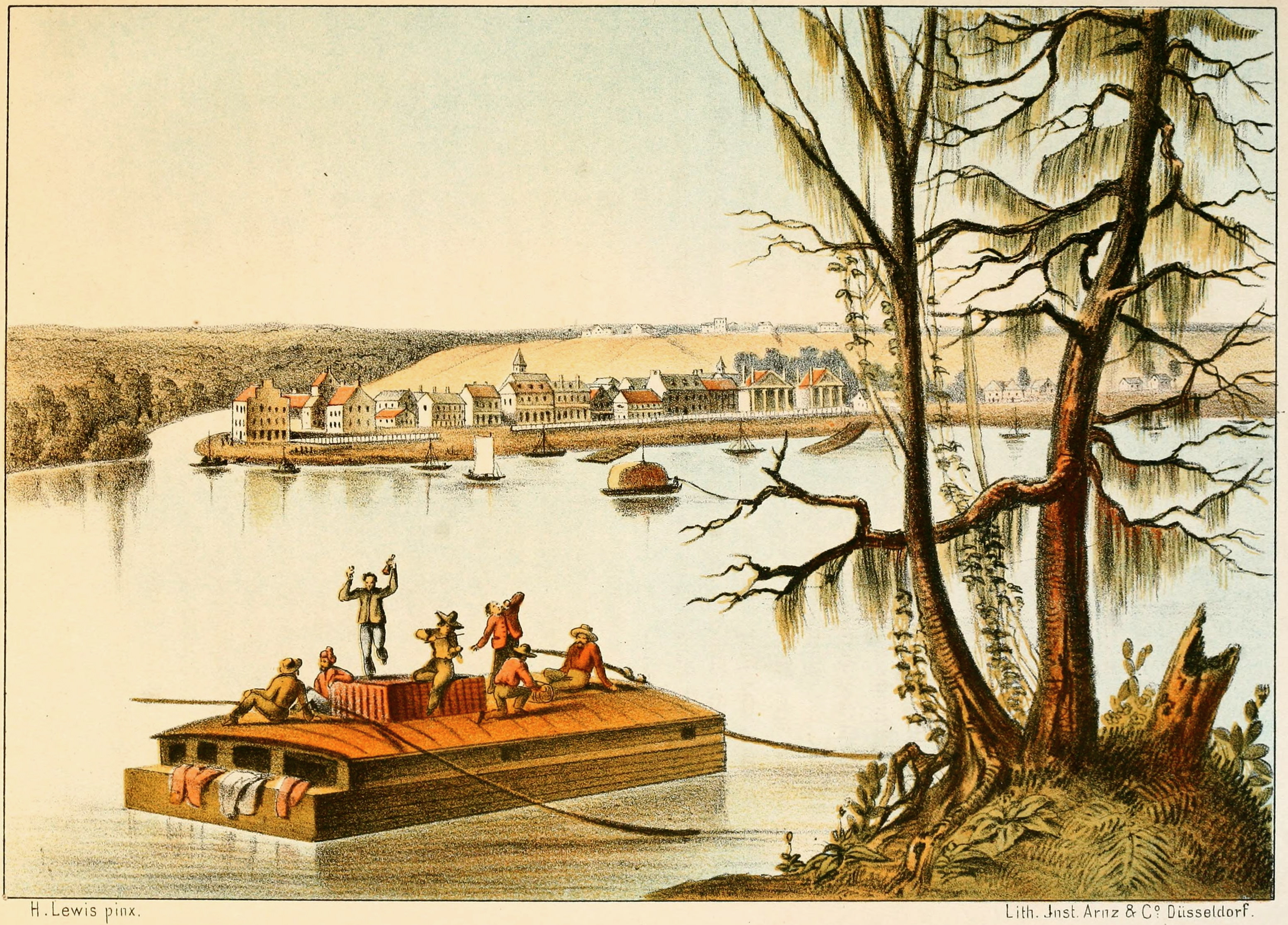
Bayou Sara in den 1840er Jahren, Lithografie von Henry Lewis. Im Hintergrund St. Francisville

Bayou Sara (auch Bayou-Sarah oder ähnlich) war eine kleine Hafenstadt am Mississippi in Westflorida, an der Mündung des gleichnamigen Bayous. Sie entwickelte sich ab 1800 zusammen mit dem benachbarten St. Francisville zu einem bedeutenden Handelsplatz am unteren Mississippi. Nach zahlreichen Hochwassern wurde der Ort Anfang des 20. Jahrhunderts aufgegeben.

## Geografie
Bayou Sara lag an der Mündung des Bayou Sara, unmittelbar unter dem Hang, auf dem St. Francisville liegt. Der Siedlung befand sich am Ostufer des Mississippi und südlich des Bayou Sara, etwa 40 km nördlich von Baton Rouge.
Inzwischen fließt der Mississippi weiter südlich, das Bayou Sara hat den nordwestlichen Teil des ehemaligen Siedlungsplatzes weggespült. Er liegt heute im West Feliciana Parish in Louisiana.

## Geschichte
Die Spanische Kolonie Florida vergab das Land an der Mündung erstmals 1787 an Claude Trénonay de Chanfrey. Es kam später in den Besitz des Siedlers John Smith, der dort einen Laden betrieb und 1800 eine Siedlung namens Neu-Valencia anlegte. Nachdem Westflorida 1810 von den USA annektiert wurde, setzte sich der vom Bayou Sara abgeleitete Name für die Siedlung durch. Sie entwickelte sich schnell zum wichtigsten Anlegeplatz am Mississippi zwischen New Orleans und Natchez, an dem immer mehr Baumwolle verladen wurde. Zahlreiche Siedler kamen aus der Gegend um Natchez und von der Ostküste.

Da Bayou Sara oft überflutet wurde, baute man einige Handelshäuser auf höherem Grund über dem Flusshang. So bildeten sich Bayou Sara und St. Francisville zwar als eigenständige, aber eng miteinander verknüpfte Orte, die ineinander übergingen. Dabei galt Bayou Sara mit seinen Spielern, Prostituierten und vielen Ansässigen verschiedener ethnischer Herkünfte als „hartes Pflaster“. 1831 gründete die Regierung von Louisiana die West Feliciana Railroad, eine Eisenbahn, die den Hafen von Bayou Sara mit dem Hinterland verbinden sollte. Die Bahnstrecke nach Woodville in Mississippi wurde 1842 eröffnet. Die Bahn stärkte den Handel in Bayou Sara weiter. 1844 gründete sich eine methodistische Kirchengemeinde im Ort, andere Gläubige besuchten die Kirchen in St. Francisville.
Trotz eines Deichs, der in den späten 1820er Jahren angelegt wurde, überflutete der Mississippi den Ort immer wieder, vor allem 1844, 1846, 1849, und im Mai 1865. Außerdem gab immer wieder Brände. Ein Stadtfeuer im Jahr 1855 soll fast alle Häuserblocks vernichtet haben. Im Sezessionskrieg wurde die Stadt mehrmals stark getroffen und war bis zum Mai 1863 quasi komplett von Kanonenbooten zerstört worden.
Nach dem Krieg erholte sich die Stadt nur langsam. Da die Eisenbahnbrücke zerstört worden war, verlegte die West Feliciana Railroad den Bahnhof auf die andere Seite des Flusses. 1875 nahm sie wieder den Betrieb auf. In dieser Zeit dominierte ein Unternehmer namens John Francis Irvine die lokale Wirtschaft. Ihm gehörten unter anderem die 1887 gegründete Baumwollpresse und später ein Sägewerk, von 1874 bis 1898 war er auch Bürgermeister der Gemeinde. Die Holzindustrie und die Rinderhaltung entwickelten sich in dieser Zeit zu den wichtigsten Wirtschaftszweigen, während die Schifffahrt durch die Eisenbahnen an Bedeutung verlor. 1892 wurde die West Feliciana Railroad Teil der Yazoo and Mississippi Valley Railroad. 1906 baute die Louisiana Railway and Navigation Company eine weitere Bahnstrecke durch den Ort.

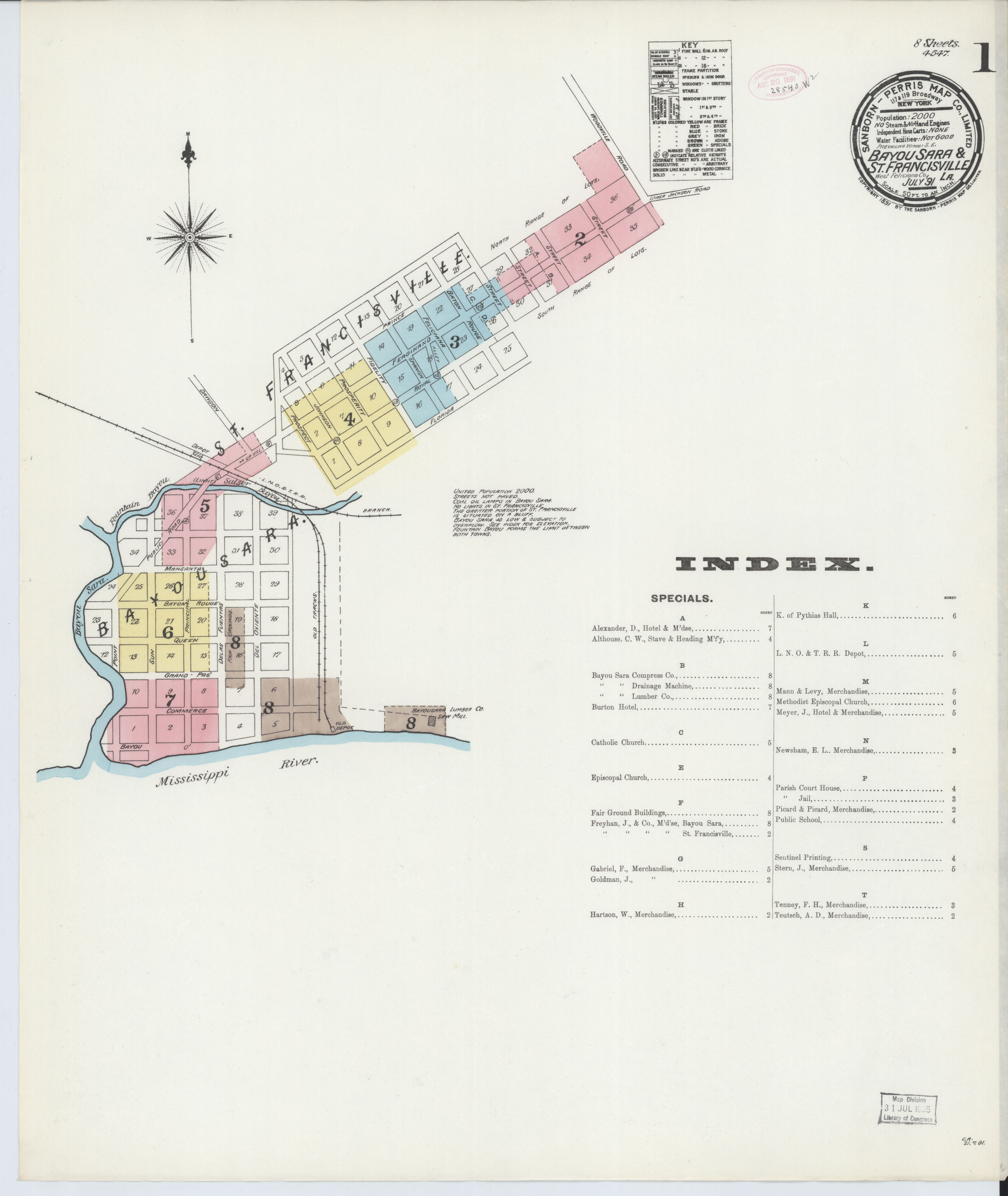
Karte von Bayou Sara und St. Francisville, Sanborn Fire Insurance, 1891

Auch in diesen Jahren wurde die Stadt von einigen Bränden, aber vor allem von Fluten getroffen. Nach Hochwassern in den Jahren 1874 und 1882 wurde die Stadt 1890 komplett überschwemmt. Beim Hochwasser zwei Jahre später brach der Deich, das Wasser stand daraufhin einen Monat lang im Ort. Zwar wurden die Deiche anschließend erneuert, aber einige Menschen sowie die methodistische Kirche zogen in den folgenden Jahren nach St. Francisville.
Beim Mississippihochwasser im Jahr 1912 brachen die Deiche erneut. Die verheerende Flut spülte mehrere Häuser weg, zahlreiche Menschen mussten mit Booten gerettet werden. Viele kehrten nach der Flut nicht mehr zurück. 1926 löste sich die Stadtgemeinde auf. Die Mississippiflut 1927 traf den Ort erneut stark, danach kehrten nur noch etwa 20 Familien zurück. Nach einer weiteren Flut im Jahr 1937 schrumpfte die Besiedlung weiter. 1939 wurde die letzte Kirche aufgegeben. Schließlich fiel der Ort wüst.
In den 1960er Jahren baute das U.S. Army Corps of Engineers die St. Francisville Mat Casting Yard, ein Werk für Betonmatten, im Osten des Siedlungsplatzes. Nach der Eröffnung der John James Audubon Bridge wurde 2011 die Fähre über den Mississippi eingestellt, die dort seit Beginn der Besiedlung bestanden hatte.

## In der Literatur
Friedrich Gerstäcker schildert in seinem Tagebuch den Tod eines verarmten Schneiders aus Deutschland in Bayou Sarah.